# Alfeld (Leine)

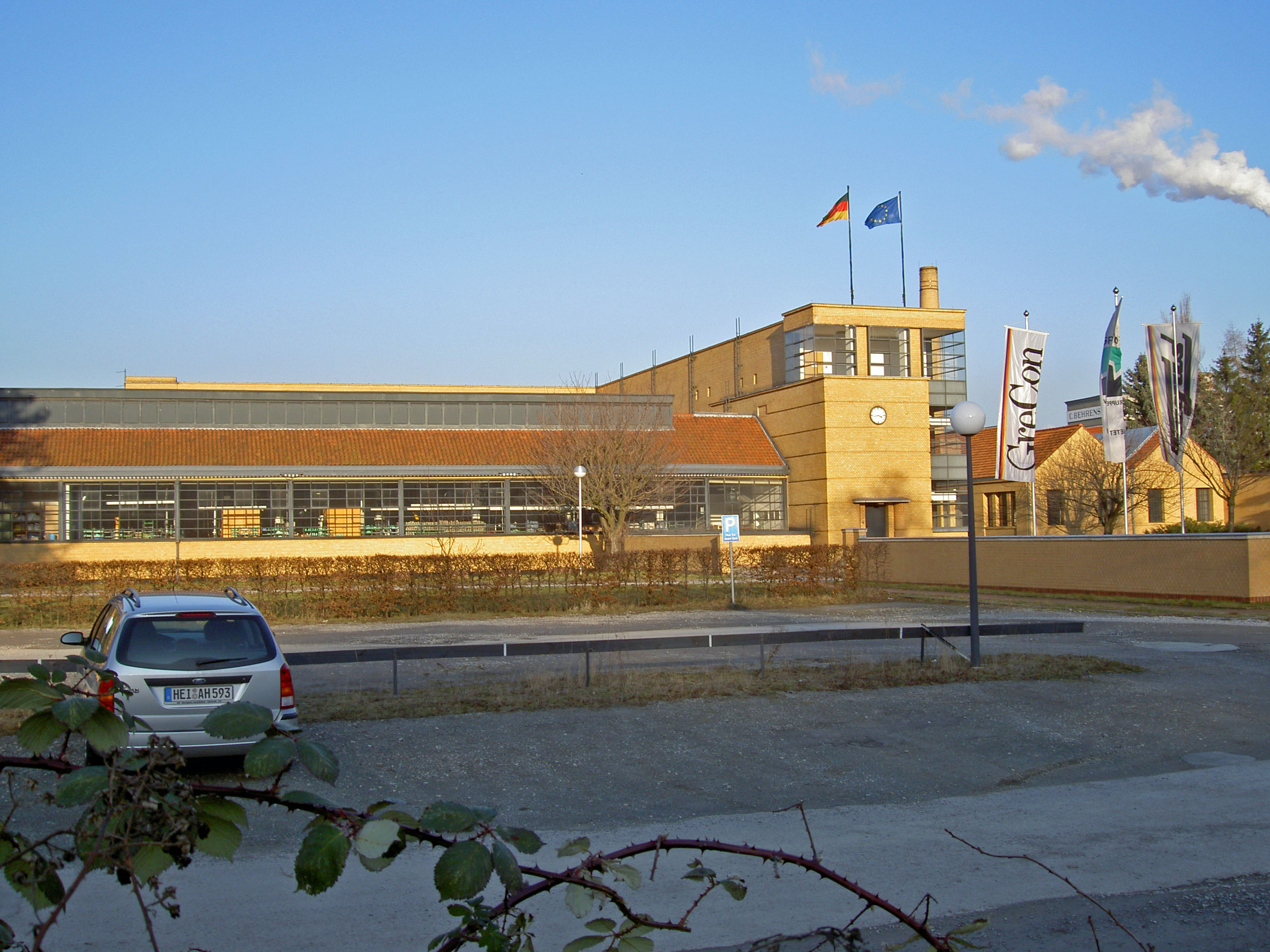
Fabriek van Fagus in Alfeld

Alfeld is een historische stad en gemeente in de Duitse deelstaat Nedersaksen. De stad ligt in het Landkreis Hildesheim aan de Leine. Alfeld telt 18.478 inwoners.  en is een selbständige Gemeinde.

## Plaatsen in de gemeente Alfeld
Zie op de gemeentelijke website de stadsplattegrond (in- en uitzoombaar): https://www.alfeld.de/buergerservice/stadtplan[dode link]
Alfeld bestaat uit de gelijknamige stad, en daarnaast 16 kernen (Ortsteile):
1. Brunkensen (817), ten ZW van Godenau en relatief ver ten W van de stad
2. Dehnsen (385), aan de B3, ten N van de stad en van Godenau
3. Föhrste (930), ten Z van de stad, aan de westkant van de Leine en aan de spoorlijn
4. Eimsen (553), direct ten N van de stad. Ten N en O van Eimsen liggen de meer dan 300 m hoge heuvels van de Sieben Berge, waaronder de 333 m hoge Lauensberg.
5. Gerzen (1.012), ten ZW van de stad, aan de B3
6. Godenau, iets ten N van Limmer, een grotendeels in de 20e eeuw ontstaan industriedorpje
7. Hörsum (652), direct ten ZO van de stad. In het heuvelland ten N van dit dorpje staat de markante eikenboom Wolfseiche.
8. Imsen (295), direct ten W van Wispenstein
9. Langenholzen (1.147), een 13e-eeuws wegdorp, direct ten ONO van de stad
10. Limmer (907, incl. Godenau), direct ten NW van de stad, aan de westkant van de spoorlijn[2]
11. Lütgenholzen (46), een gehucht ten N van Brunkensen en ten W van Godenau
12. Röllinghausen (591), direct ten ZO van de stad, echter westelijk van Hörsum
13. Sack (430), de facto het oostelijke gedeelte van Langenholzen
14. Warzen (515), ten W van de stad en ten N van Gerzen
15. Wettensen (70), ten N van Eimsen
16. Wispenstein (312), ten Z van Föhrste, aan de spoorlijn

Van enige Ortsteile is tussen haakjes het aantal inwoners aangegeven, zoals de Duitse Wikipedia die vermeldt. Peildatum: september 2017.

## Ligging, infrastructuur

### Ligging
Alfeld ligt in het Landkreis Hildesheim, in het dal van de Leine. Rondom Alfeld liggen heuvelruggen, waaronder de tot meer dan 300 m hoge Sieben Berge ten noordoosten van de stad, en de tot 328 m hoge Reuberg ten zuidwesten van Alfeld, die tot het Leinebergland worden gerekend.
De gemeente grenst in het zuidwesten aan Delligsen. Voor de overige buurgemeentes, zie het kaartje in het kader.

### Infrastructuur

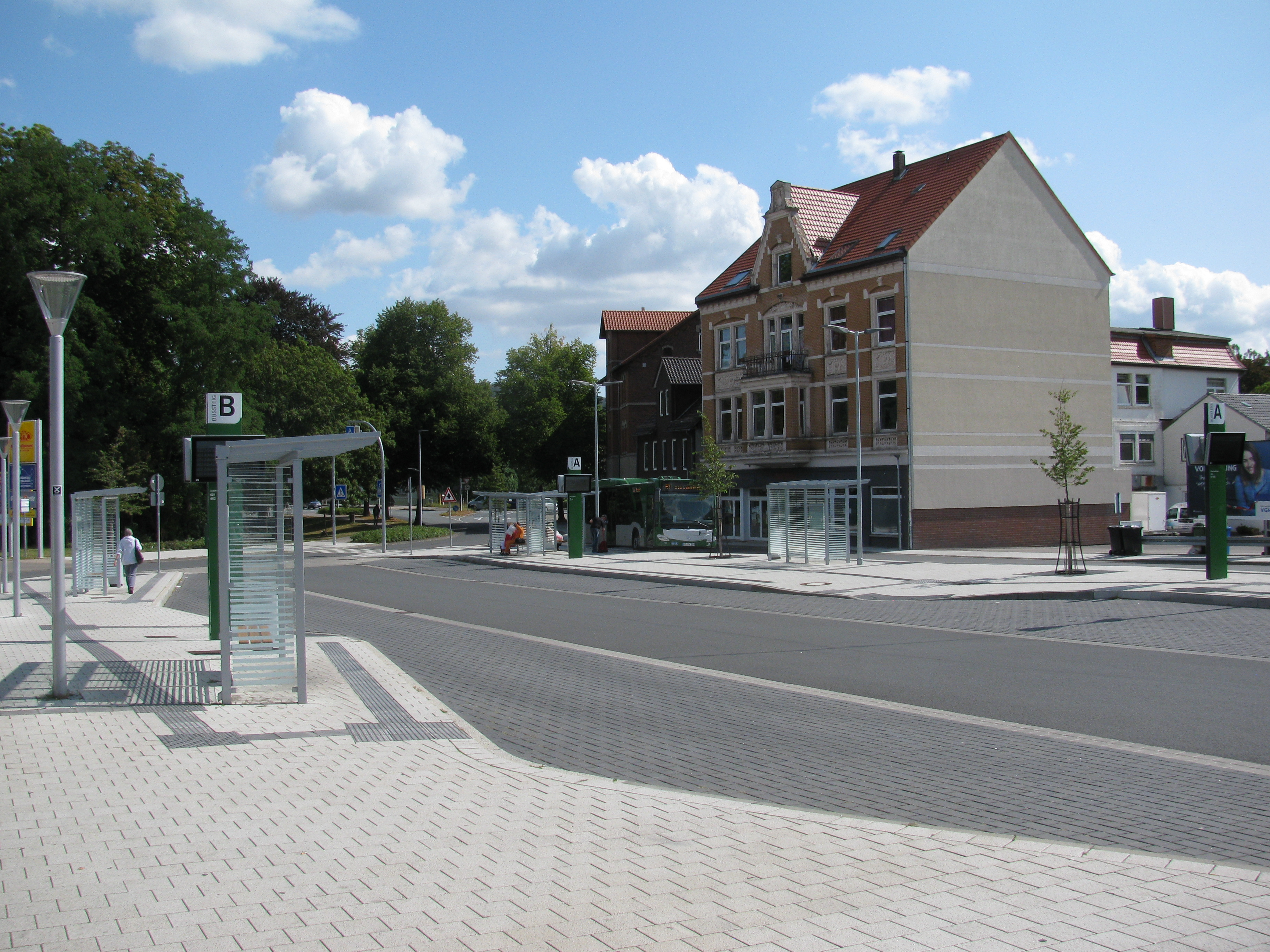
Stationsplein met busstation (ZOB)

Westelijk langs de stad loopt, van noord naar zuid, de belangrijke verkeersweg Bundesstraße 3 van Hannover naar Göttingen. Autosnelwegen zijn binnen 30 km van Alfeld niet aanwezig.
Station Alfeld (Leine) ligt aan de Spoorlijn Hannover - Kassel. Er is een goede treinverbinding over deze lijn met Hannover in noordelijke richting, en met o.a. Station Kreiensen en Göttingen in zuidelijke richting. Bij het station ligt een ZOB, een busstation voor streekbussen.

## Economie
Alfeld kent enige industrie van betekenis: 
- Een grote fabriek is die van het Zuid-Afrikaanse papierconcern Sappi GmbH[3].
- In 1984 nam een Zwitsers concern de failliete boedel van een te Alfeld gevestigde  machinefabriek t.b.v. de metaalindustrie over en ging er asfaltmenginstallaties produceren.
- Te Alfeld is een fabriek gevestigd, die machines bouwt voor o.a. het in andere metaalverwerkende industrieën gieten van ijzer. Dit bedrijf exporteert zijn producten wereldwijd.

Vanwege de bezienswaardigheden, zie hierna, en het landschapsschoon in de omgeving is het toerisme een belangrijke bron van inkomsten in Alfeld.

## Geschiedenis
In 1214 werd de stad onder de naam Alvelde (mogelijke betekenis: nabij een waterloop of vochtig gebied gelegen veld) voor het eerst in een document vermeld. Wanneer Alfeld stadsrechten verwierf, is niet meer bekend, maar Duitse historici gaan uit van tussen 1220 en 1258. Het dorp Langenholzen was in de 13e eeuw bekend om zijn vissers, die in de beken van dit dorp veel forel vingen. Tussen 1358 en het eind van de 15e eeuw heeft te Alfeld een kasteel voor vazallen namens het Prinsbisdom Hildesheim gestaan. Dit kasteel diende ter bewaking van een rivierovergang over de Leine. Of dit een voorde, veerpont of brug was, is niet bekend. In 1426 werd Alfeld lid van de Sächsische Städtebund, die aan de Hanze gelieerd was. De meeste historici rekenen Alfeld daarom tot de Hanzesteden. In de 14e en 15e eeuw was Alfeld welvarend door de handel in hop, bier en linnen.
Tussen 1523, na de Hildesheimse Stichtsoorlog, en 1643 behoorde Alfeld tot het Vorstendom Brunswijk-Wolfenbüttel.
Tot 1523, en van 1643 tot 1803 behoorde Alfeld tot het  Prinsbisdom Hildesheim. In 1543 werd de stad ten gevolge van de Reformatie evangelisch-luthers.
Na de Napoleontische tijd kwam Alfeld in 1815 aan het Koninkrijk Hannover, in 1866 aan het Koninkrijk Pruisen, in 1871 aan het Duitse Keizerrijk en na de Eerste Wereldoorlog aan de Republiek van Weimar.
In 1853 verkreeg Alfeld aansluiting op het spoorwegnet, wat tot een snelle industrialisering van de stad leidde. 
Van omstreeks 1900 tot 1932 was er tussen Dehnsen, Godenau en Limmer een kalimijn in bedrijf. De failliete mijn werd in 1935 door de Wehrmacht omgevormd tot een ten dele ondergrondse Muna (munitiedepot, waar ook de laatste fase van de productie hiervan plaatsvond). Er werden o.a. kartetskogels en kleine parachutes gemaakt. Na de Tweede Wereldoorlog namen de Britse bezettingsautoriteiten dit complex over. Bij het vernietigen van de Duitse oorlogsmunitie gebeurde in oktober 1947 nog een ernstig ongeluk,  waarbij 3.400 ton springstof is ontploft. Grote delen van de mijngebouwen zijn blijven staan en omgevormd tot een terrein voor midden- en kleinbedrijf. De ondergrondse schachten van de voormalige mijn heeft men van 1984-1986 met water en aarde laten vollopen.
In de Tweede Wereldoorlog liep Alfeld geen materiële oorlogsschade van betekenis op.
Op 1 maart 1974 ontstond de huidige gemeente Alfeld door toevoeging van talrijke kleine gemeenten aan de stad; zie de lijst van Ortsteile hierboven.

### Handel in wilde dieren
Alfeld was in de tweede helft van de 19e en in de eerste helft van de 20e eeuw zetel van een grote onderneming, de firma Ruhe, die wilde dieren verhandelde t.b.v. circussen en vooral dierentuinen. Vanaf rond 1860 was ene Ludwig Ruhe in Europa en Amerika actief als  handelaar in kanaries en andere vogels. Diens zoon Hermann nam de zaak in 1880 over, maar had te Alfeld concurrentie van een zekere Reiche, die o.a. wereldwijd handelde in olifanten, nijlpaarden, reptielen en grote roofkatten. In 1910 kocht Ruhe het failliet gegane bedrijf van Reiche op. Na de Eerste Wereldoorlog ging het bedrijf van Ruhe wereldwijd dierentuinen ontwerpen. ZOOM Erlebniswelt te Gelsenkirchen, de Zoo Hannover en talrijke safariparken zijn met de firma Ruhe verbonden. De firma was, mogelijk in samenwerking met de eigenlijke concurrent Carl Hagenbeck, in de jaren 1920 betrokken bij zogenaamde Völkerschauen, waarbij niet-Europese mensen op vaak vernederende en racistische wijze tentoongesteld werden. De firma hield in 1993 op te bestaan. Naast het stedelijke museum in de Alte Lateinschule staat een gebouw, dat als Tiermuseum is ingericht, en herinnert aan de door Reiche en Ruhe verhandelde wilde dieren.

## Bezienswaardigheden
- Onder architectuurliefhebbers geniet de plaats enige bekendheid vanwege de aanwezigheid van een van de eerste werken van Walter Gropius. In 1911 ontwierp hij de Fagusfabriek die op de lijst staat van UNESCO-Wereldcultuurerfgoed, van de firma Fagus in Alfeld, de eerste fabriek waarvan de wanden vrijwel geheel van glas waren.
- Bijzonder zijn ook de Renaissancistische oude Latijnse school (bouwjaar 1610) en het zgn. Planetenhaus (1608) vanwege de vele in hout uitgesneden voorstellingen. De Alte Lateinschule herbergt het plaatselijke streekmuseum. Hiernaast staat het Tiermuseum, zie boven: Handel in wilde dieren. Ook elders in Alfeld staan diverse, oude vakwerkhuizen.
- De uit de 15e eeuw daterende, gotische Sint-Nicolaaskerk is het belangrijkste evangelisch-lutherse kerkgebouw in de gemeente. Het godshuis verving een eerdere,  uit de 11e of 12e eeuw daterende, romaanse kerk, waarvan nog fragmenten bewaard zijn gebleven.
- Het stadhuis van Alfeld werd gebouwd in 1586 in de stijl der Wezerrenaissance.
- Het natuurschoon van het Leinebergland maakt Alfeld tot een geschikt uitgangspunt voor, ook lange, wandel-, fiets- en mountainbiketochten. De heuvelrug Sieben Berge ligt direct ten noordoosten van de stad.
- In het dorpje Langenholzen staat een curieus museum (Schnarchmuseum), dat gewijd is aan het verschijnsel snurken. De exploitant van dit museum is arts en heeft te Alfeld een praktijk voor de behandeling van slaapstoornissen.
- Historisch fotomuseum Sammlung Püscher (1947-1994), historisch waardevol fotomateriaal over de stad en haar bewoners
- In diverse tot de gemeente behorende dorpjes staan oude, meestal van een inrichting in barokstijl voorziene, evangelisch-lutherse kerkjes of kapellen. Dit is het geval in Brunkensen (Sint-Maartenskerk, 1721), Gerzen (St. Michaëlskerk, 1768), Imsen (St. Urbanuskerk, 1758), Langenholzen (13e-eeuwse Sint-Bonifatiuskerk), Limmer (kerkje uit 1712), Sack (St. Joriskerkje, 1694) en Warzen (kapel, 1798).
- Twee kilometer ten zuidwesten van Brunkensen ligt de Lippoldshöhle, een kunstmatige grot, aangelegd door een natuurlijke rotsspleet te verbreden. De grot is deels, via een stalen ladder, toegankelijk. Over de grot doen reeds sinds de middeleeuwen sagen en legenden in verband met een rover Lippold de ronde, die in de grot gehuisd zou hebben. Jaarlijks op Hemelvaartsdag vindt een dorpsfeest plaats, waarbij rover Lippold te paard naar Brunkensen rijdt en de feestelijkheden opent. Een ander verhaal zegt, dat wie onder de Lügenstein bij deze grot door loopt, en leugens vertelt, door de op hem of haar neervallende steen zal worden verpletterd.

## Sport en recreatie
- Door Alfeld loopt de Europese wandelroute E11. De E11 loopt van Den Haag naar Tallinn in Estland.
- In de heuvels in de omgeving zijn goede sportmogelijkheden voor liefhebbers van mountainbiken en rotsklimmen.
- Langs de Leine is een uitgestrekt, langgerekt terrein gerealiseerd, dat ten dele natuurgebied is (ooibos in ontwikkeling) en ten dele een zandstrand met diverse recreatiemogelijkheden omvat. In de zomer worden er bierfeesten gehouden.

## Galerij

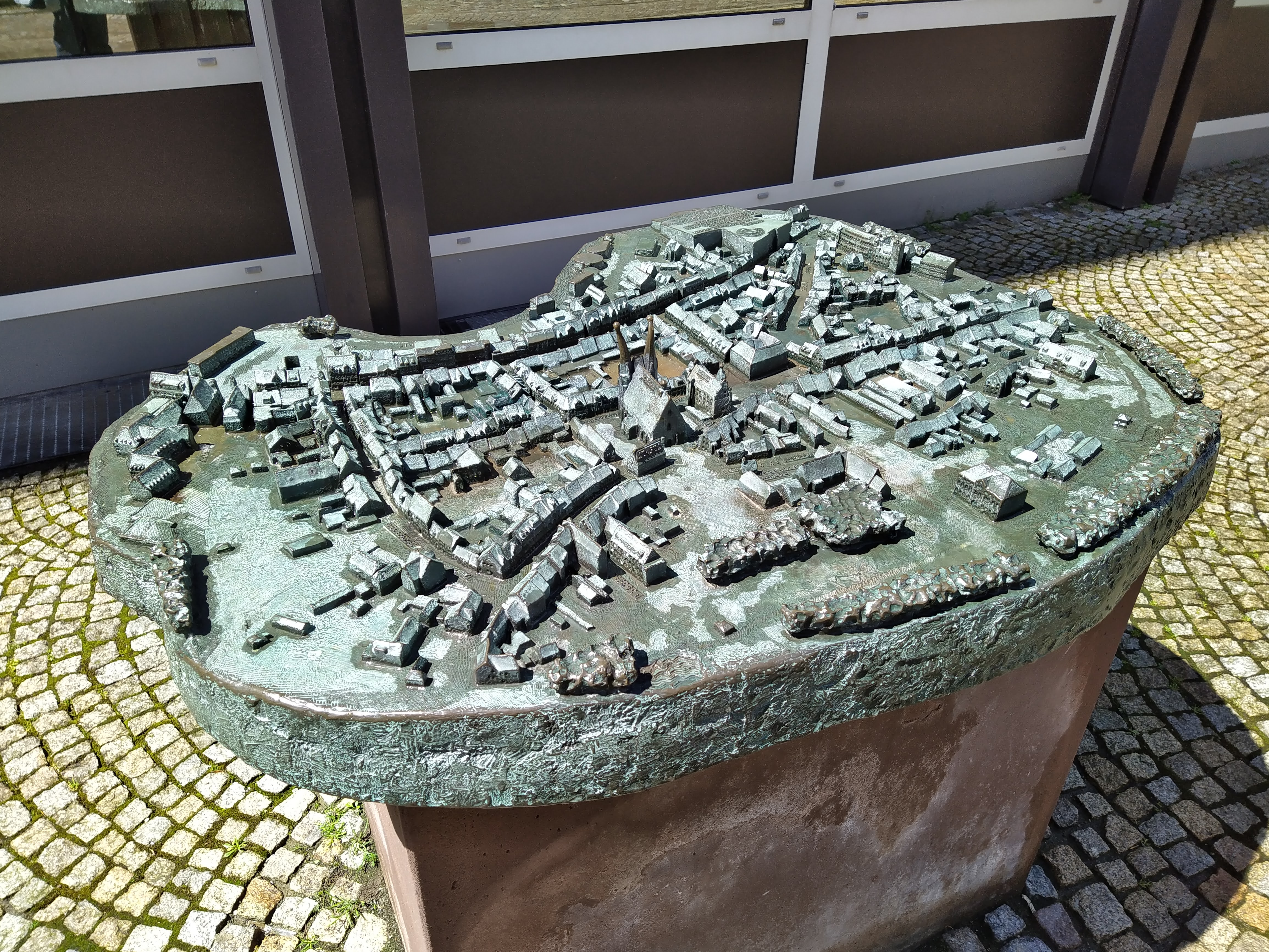
Op een straat aldaar geplaatste maquette van het historische centrum van Alfeld
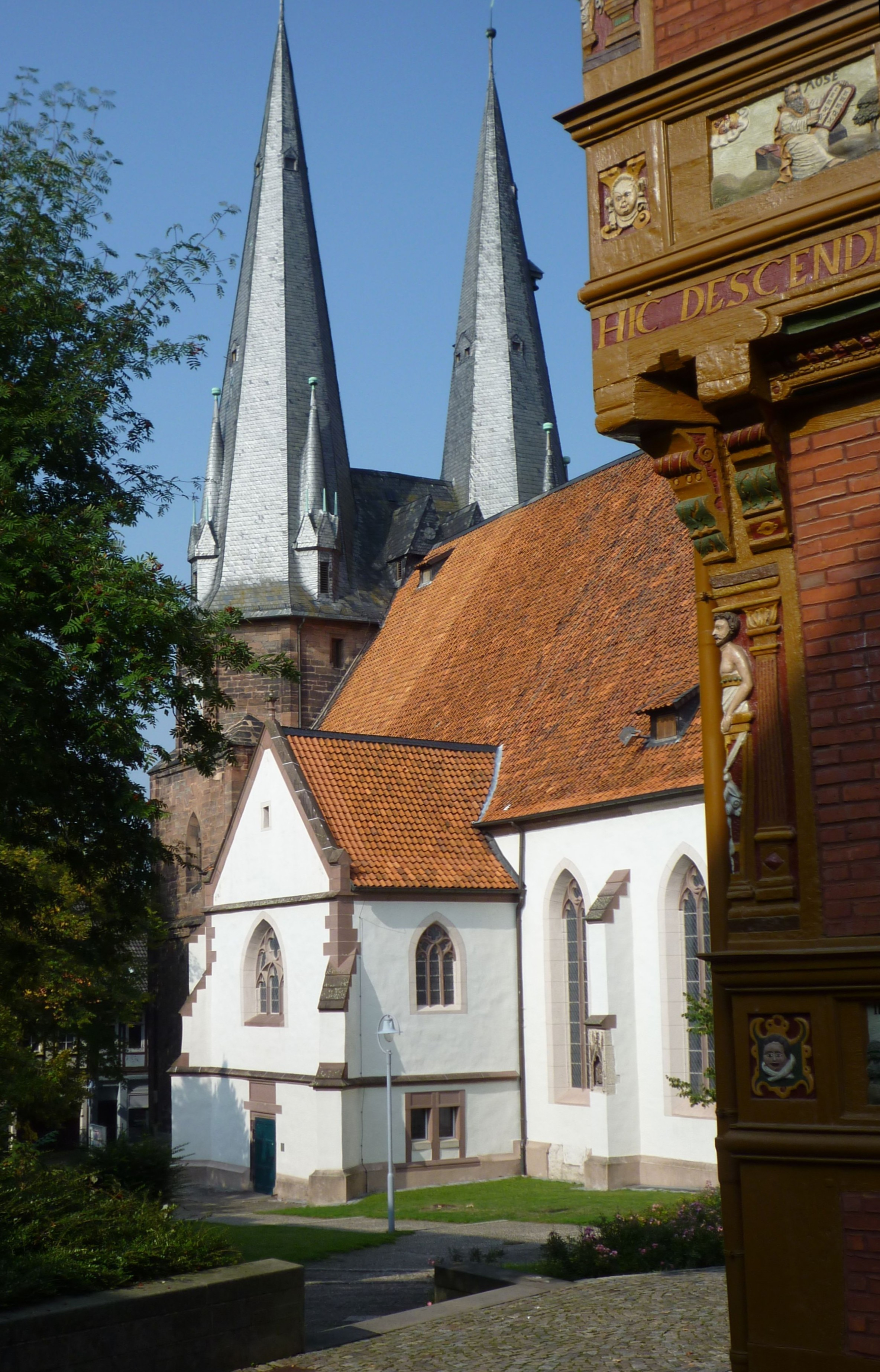
Alfeld, St. Nicolaaskerk
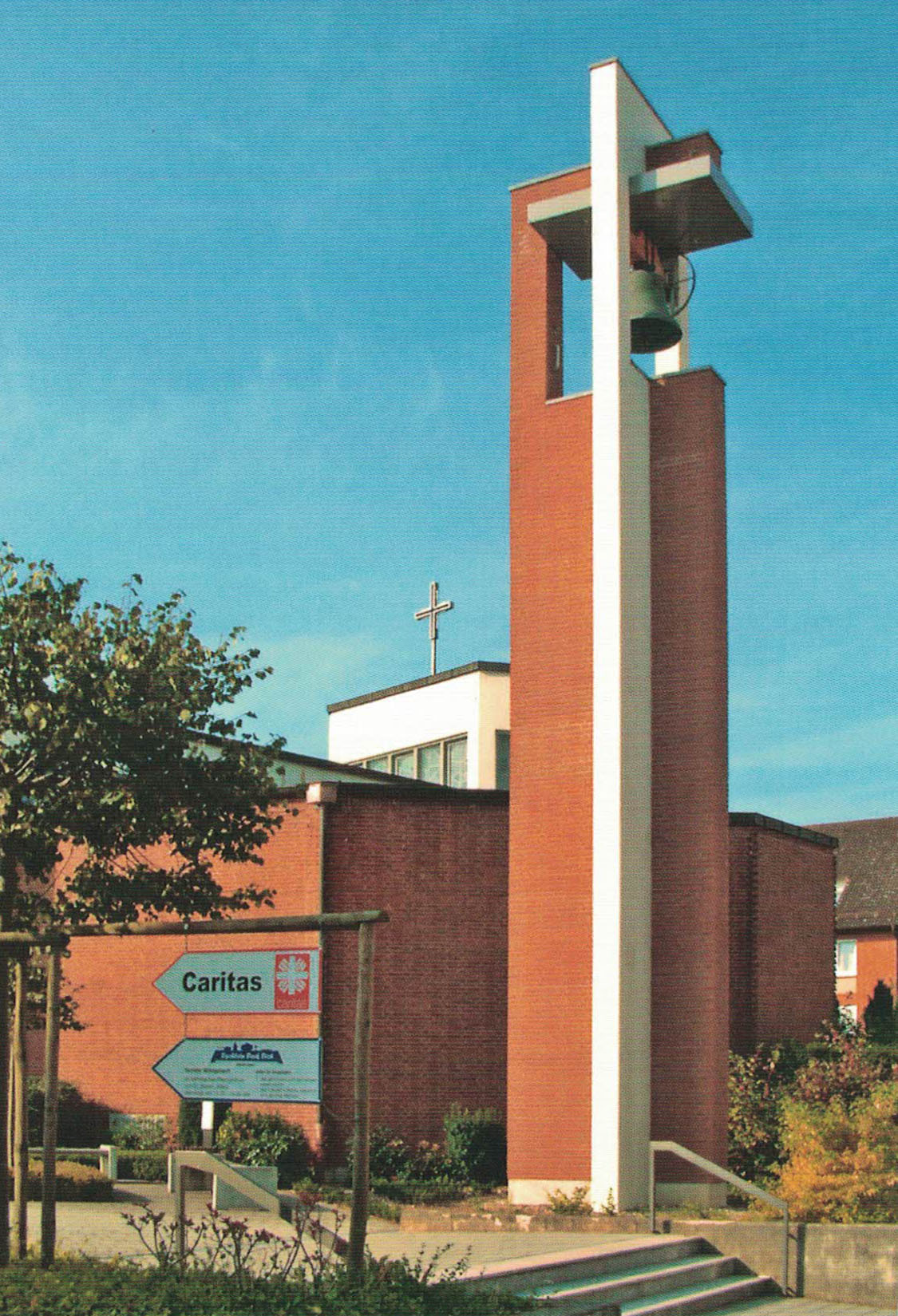
Alfeld, R.K. Mariakerk (1971)
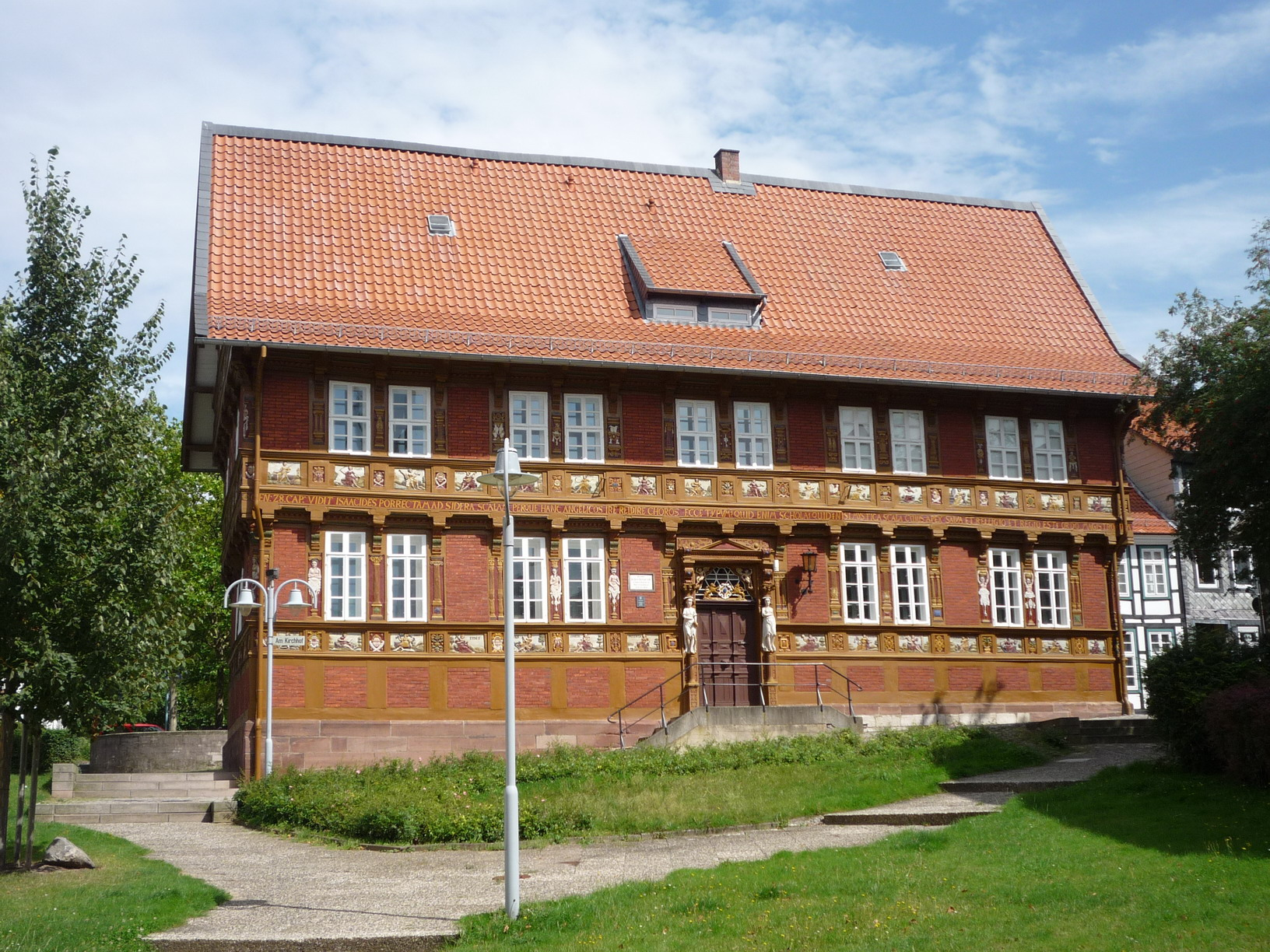
Alfeld, Lateinschule (museum)
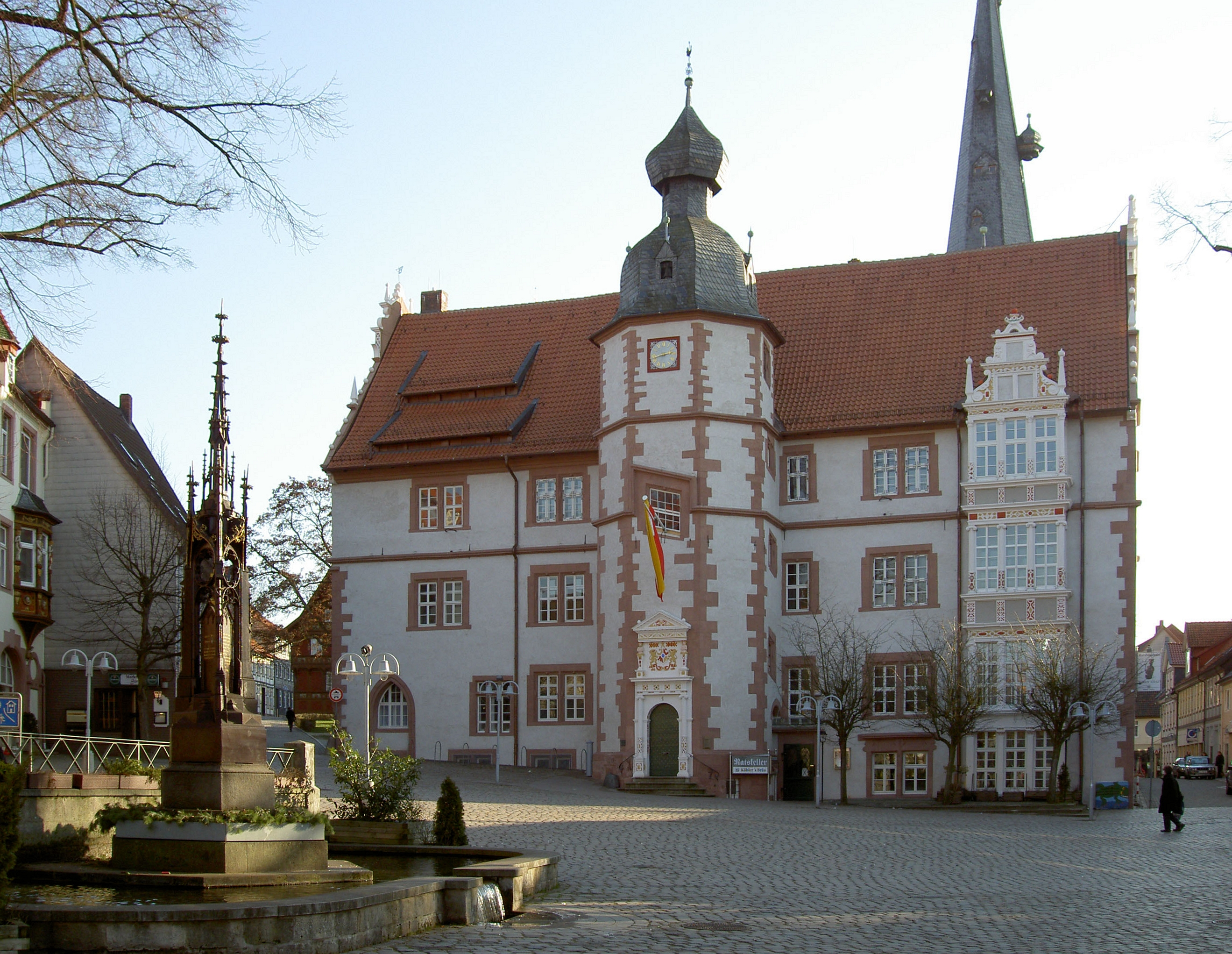
Historisch stadhuis
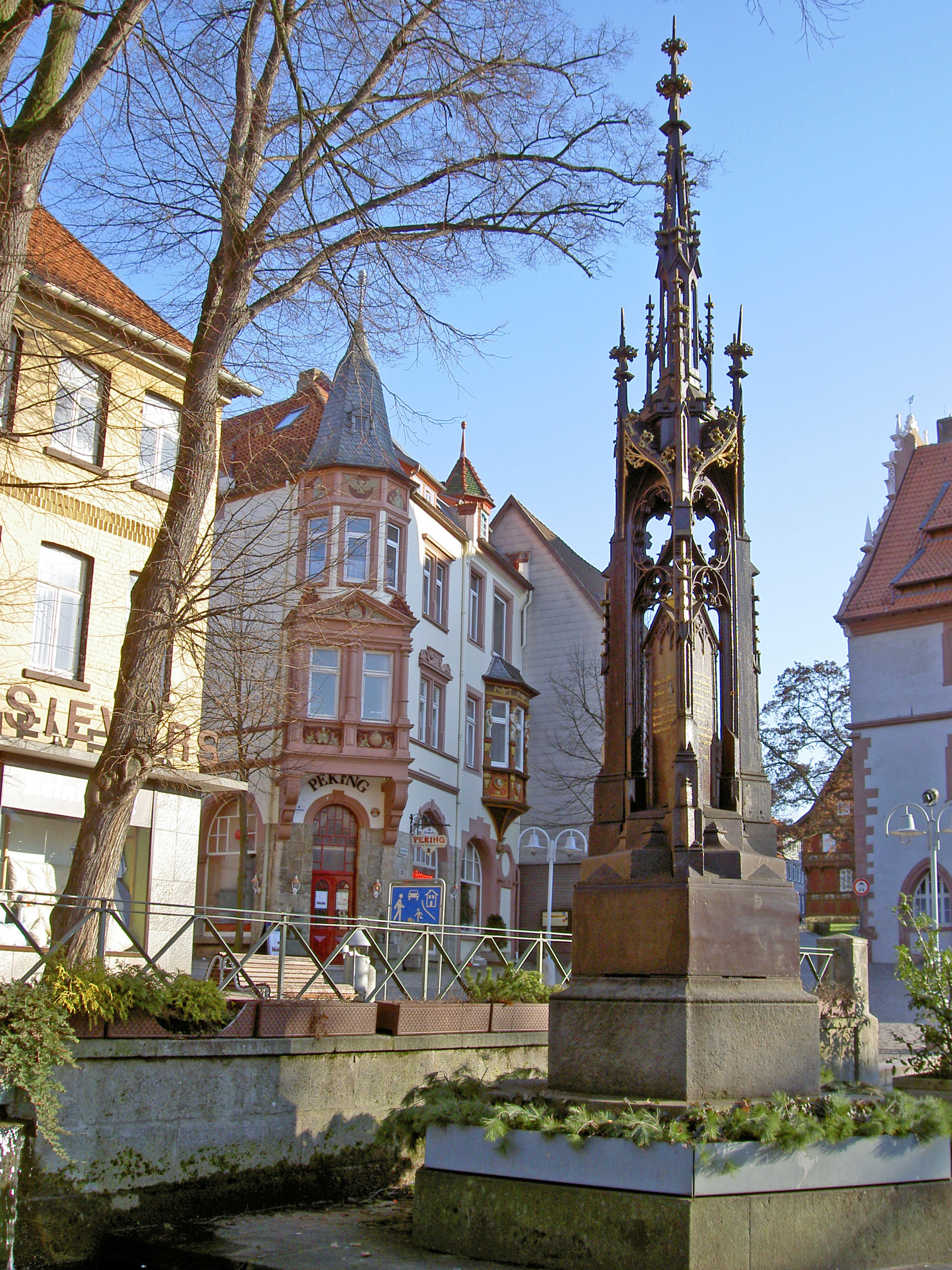
Fontein op de Marktplatz
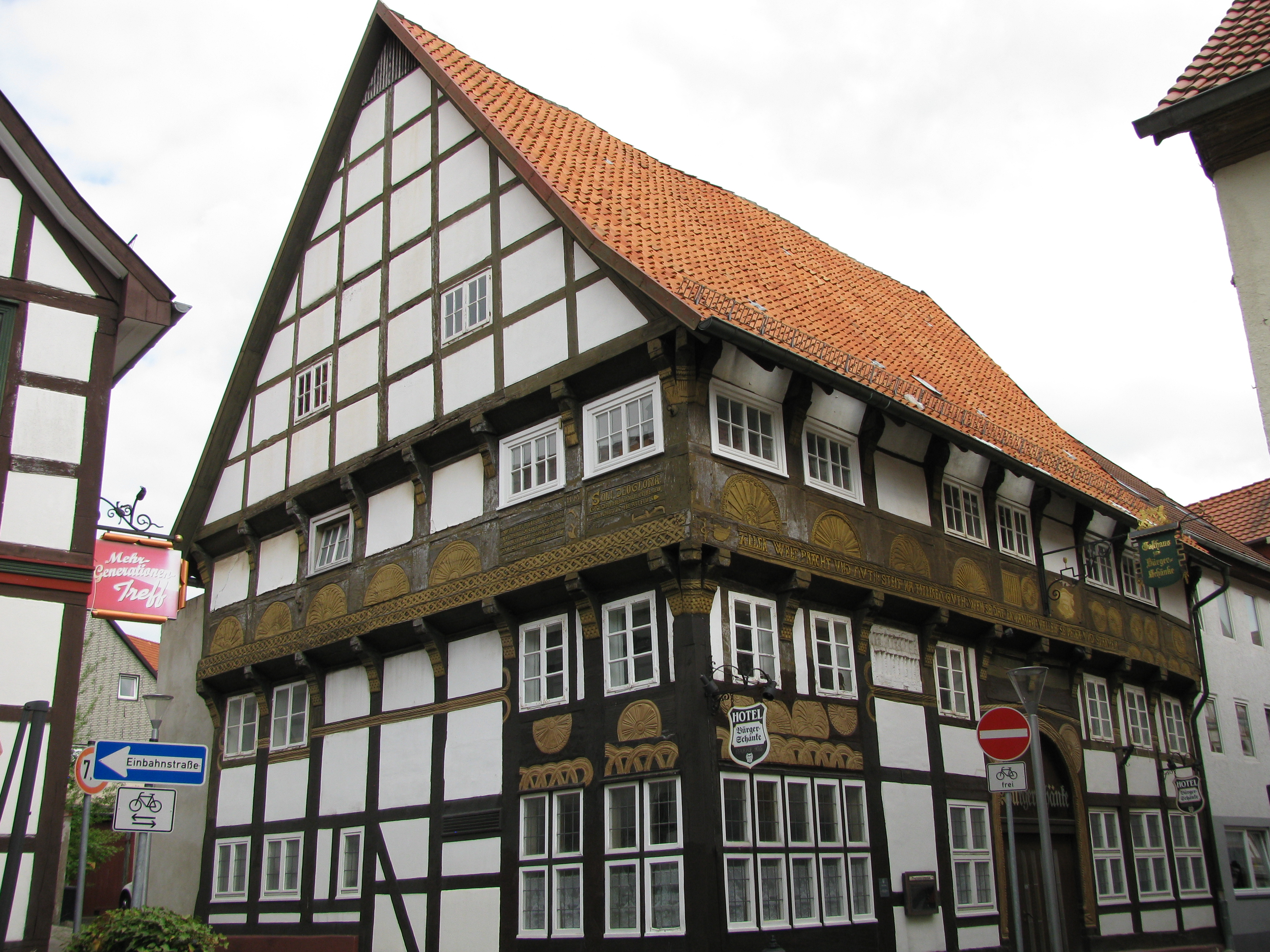
Vakwerkhuis Winde 17, Alfeld
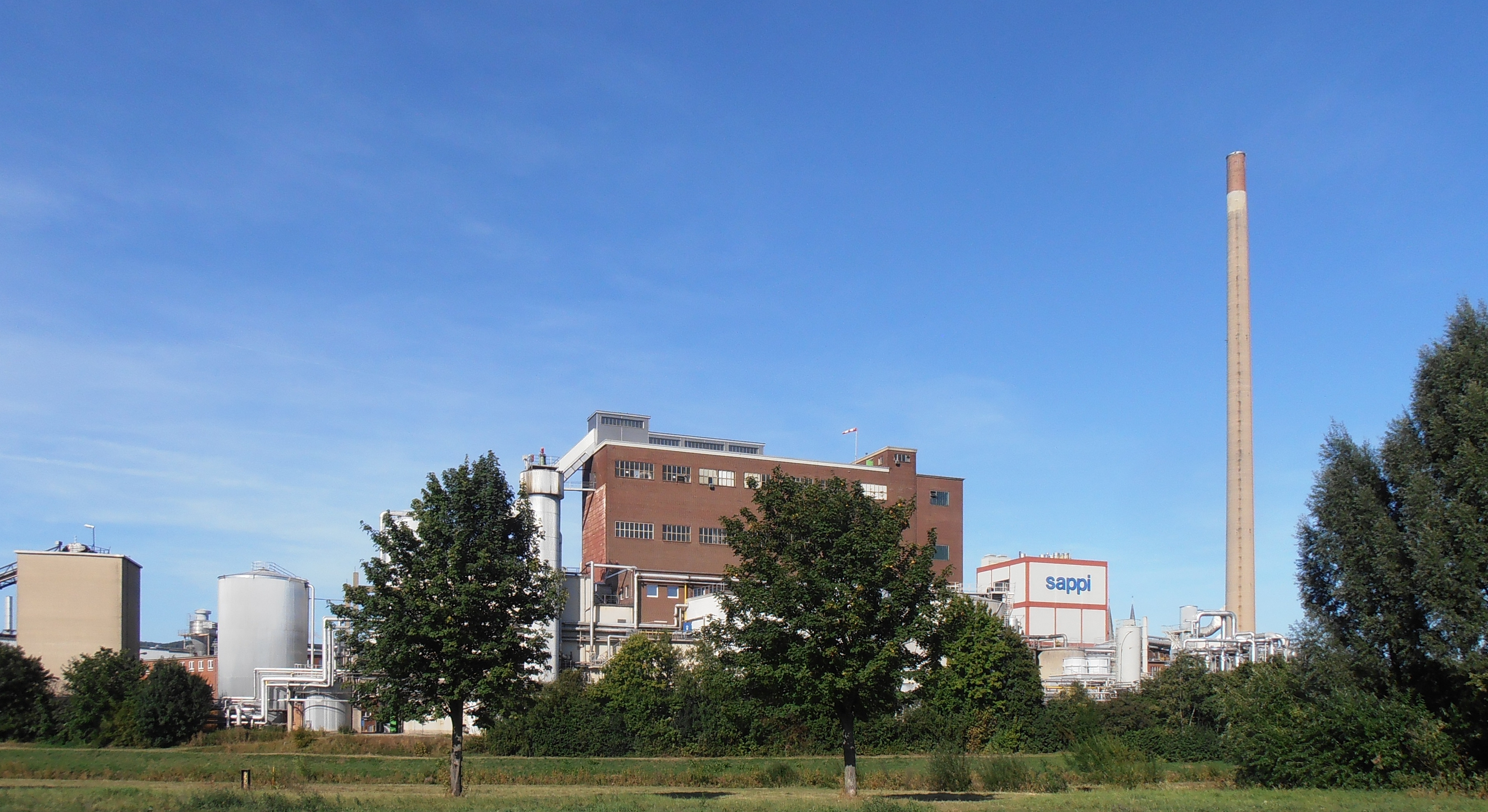
Sappi-papierfabriek
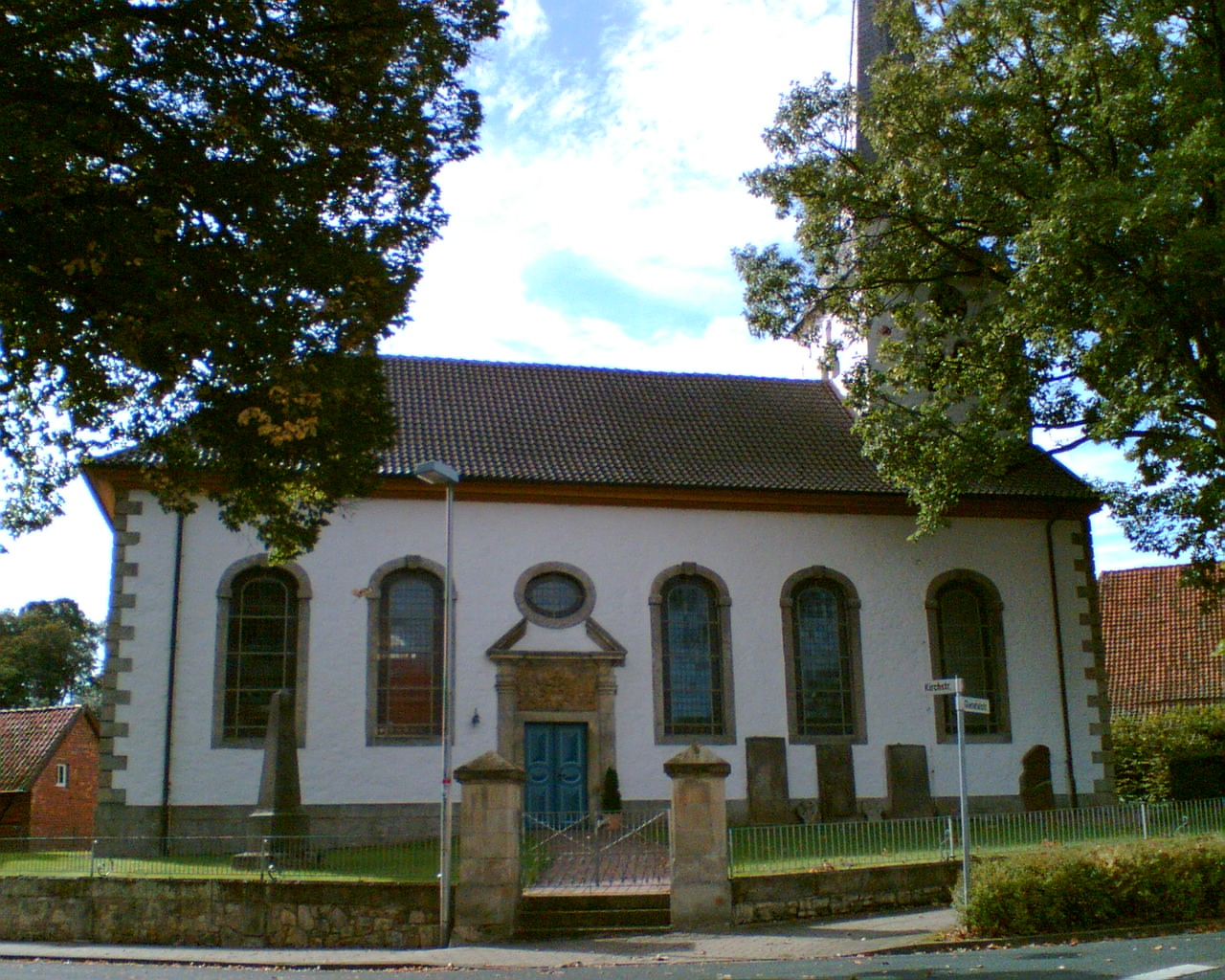
Sint-Maartenskerk, Brunkensen
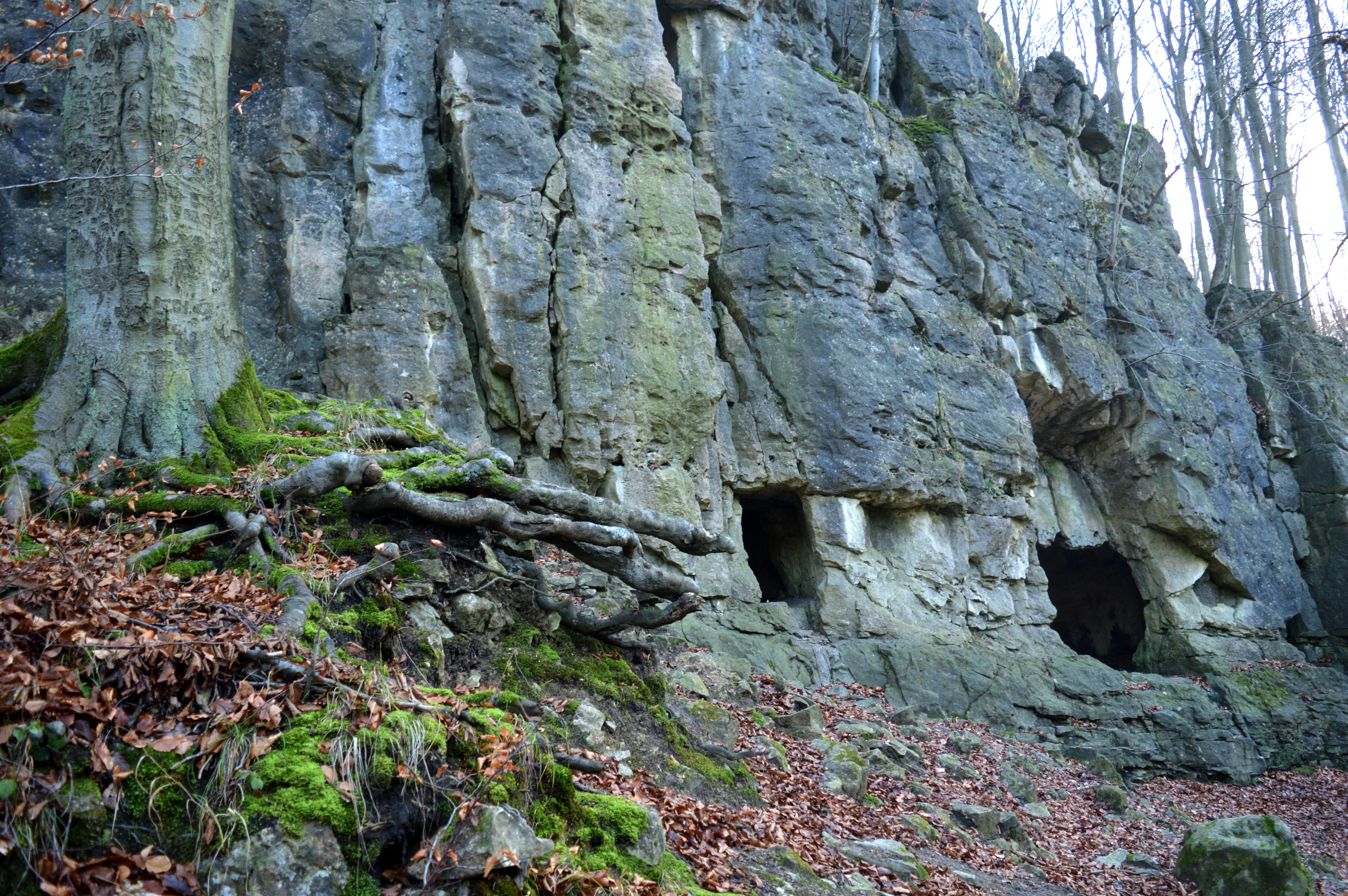
Lippoldsgrot, Brunkensen
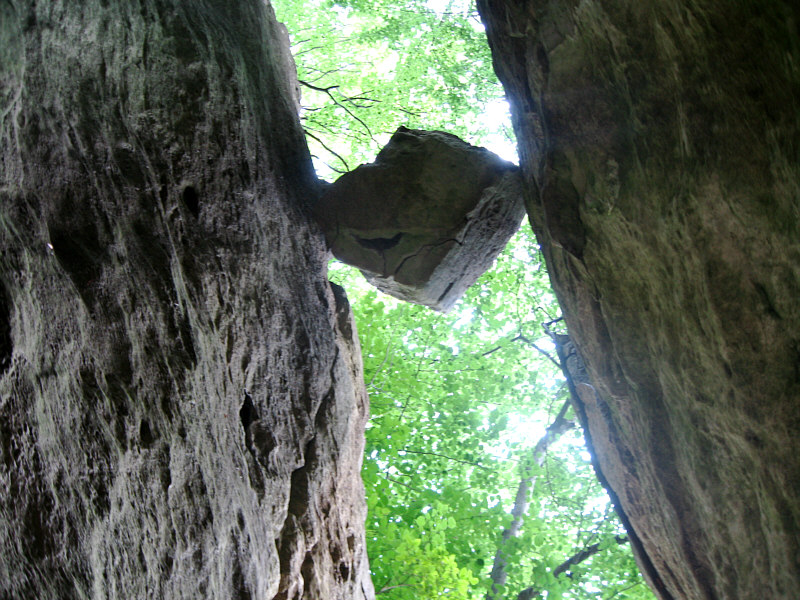
Leugensteen bij deze grot
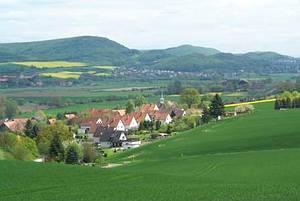
Gezicht op Dehnsen vanuit het noordwesten; op de achtergrond is, vaag, Alfeld zichtbaar

## Partnersteden
- Wakefield, Engeland, sedert 1991
- Sidmouth, Engeland

## Bekende personen in relatie tot de gemeente
- Heinrich Adolf Schrader (geboren te Alfeld in 1767, overleden in Göttingen  in 1836), Duits botanicus
- Carl Benscheidt (geboren in 1858, overleden in 1947 te Alfeld), fabrikant van schoenleesten, in wiens opdracht de Fagusfabriek is gebouwd[4]
- Albrecht Graf von Goertz, (geboren te Alfeld in 1914, overleden in Kitzbühel in 2006), ontwerper van o.a. de BMW 507